# Bartolomé de los Ríos y Alarcón

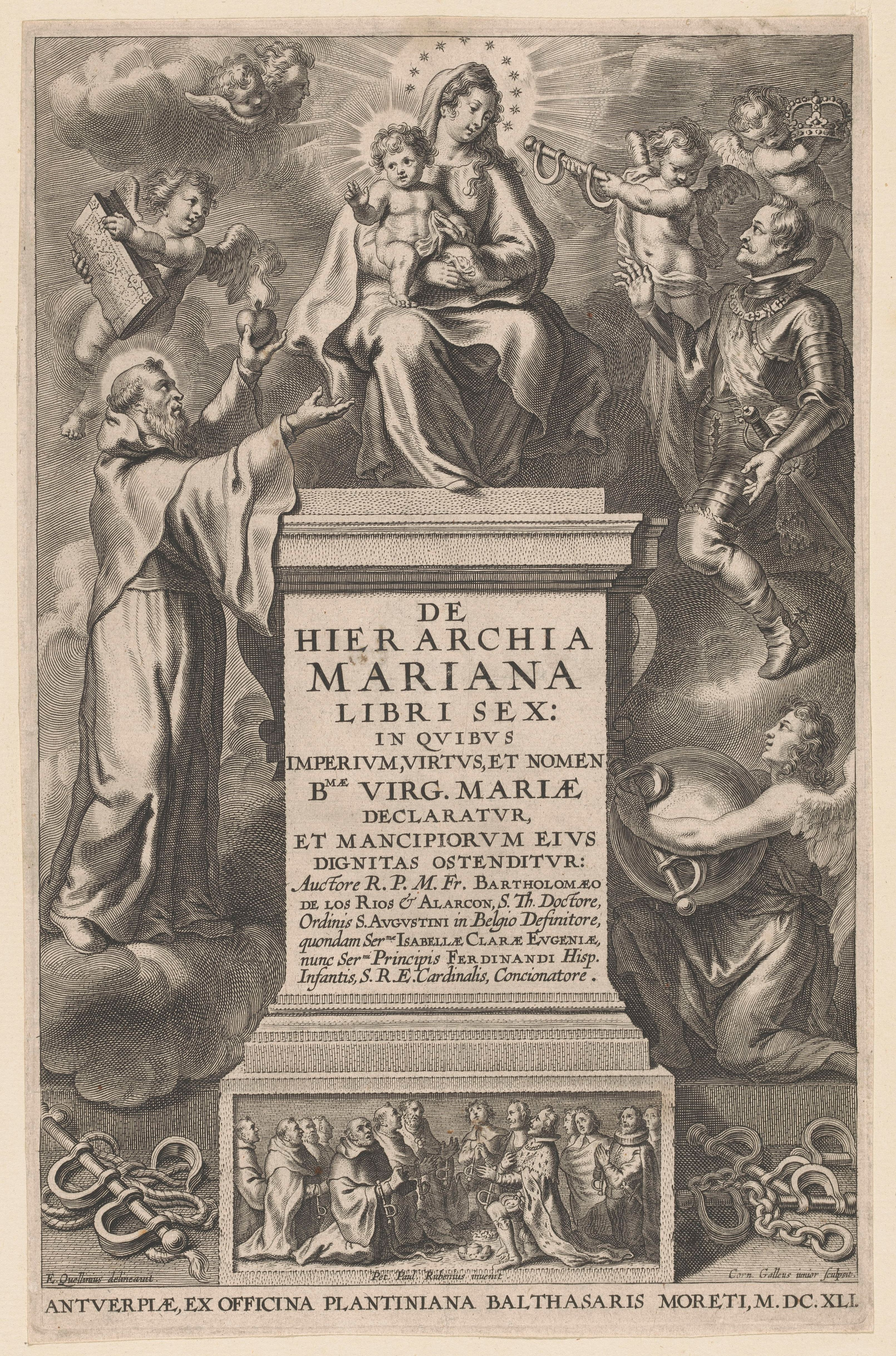
Bartolomé de los Ríos y Alarcón, De hierarchia Mariana libri sex, Antwerpen: 1641

Bartolomé de los Ríos y Alarcón (* um 1580 in Madrid; † 1652 ebenda) war ein spanischer Augustiner-Mönch des 17. Jahrhunderts und Schriftsteller.
Er kam 1622 nach Brüssel (als Mitglied der Congregación de los Esclavos del Dulcísimo Nombre de María, einer Brüderschaft der Marien-Verehrung) und war Beichtvater der Infantin und von 1598 bis 1633 Statthalterin der Spanischen Niederlande Isabella Clara Eugenia von Spanien. 1635 wurde er Definitor seines Ordens in Köln. Er starb in Madrid.
Sein Hauptwerk Phoenix Thenensis (1637) entstand im Verlauf der Kampfhandlungen gegen Ende des Achtzigjährigen Krieges von Spanien mit den Niederlanden, anlässlich der Zerstörung von Tienen 1635 und Hierarchia Mariana nach der Einnahme von Kallo durch die Spanier. Der Phoenix Thenensis war dem Kardinalinfanten Ferdinand von Spanien gewidmet, der damals Statthalter der  Spanischen Niederlande war und Feldherr im Krieg gegen die Niederländer und den damals mit ihnen verbündeten Franzosen. Die Zerstörung von Tienen und das Wüten der französisch-niederländischen Truppen gegen die Zivilbevölkerung im Land und die Schändung von Hostien und Marienstatuen war Anlass einer Reihe von Veröffentlichungen in den spanischen Niederlanden. 1637 wurde eine neue Marienstatue für Tienen gestiftet, der unmittelbare Anlass des Phoenix Thenensis. Neben Predigten und spirituellen Übungen für die Sklaven Marias von Bartolomé de los Rios enthält es auch lateinische Gedichte von Franciscus van den Enden, dem Antwerpener Augustiner-Lehrer Nicasius Baxius (1581–1640), Emmanuel Rodriguez und Petrus Carpentier.
Nach dem Erfolg des Phoenix Thenensis setzte Bartolomé de los Rios dies in dem aus ähnlichem Anlass geschriebenen Hierarchia Mariana fort, die dem Kardinalinfanten Ferdinand gewidmet war. Die kleine befestigte Stadt Kallo an der Schelde, von strategischer Bedeutung für die Verteidigung von Antwerpen, war von den Niederländern 1638 erobert worden und wenige Tage später vom Kardinalinfanten zurückerobert. Auch hier waren eine Marienstatue und Heiligenbilder geschändet worden und in dem Buch waren neben den Ausführungen zur Marienverehrung, Predigten, Exerzitien und der Schilderung der Ereignisse, die Anlass des Buches waren, einige lateinische Gedichte von Franciscus van den Enden (Caloa),  dem Historiker und Registrar der Stadt Antwerpen Caspar Gevartius (1593–1666), Petrus de los Rios und Michael Hoyerus (1593–1650).

## Werke
- Phoenix Thenensis e Cineribus Redivivus, Antwerpen, Officina Plantiniana 1637
- Christus Dominius in Cathedra Crucis Docens et Patiens, Brüssel 1645
- Vita Coccinea, Antwerpen 1646
- De Hierarchia Mariana libri sex, Antwerpen 1641
- De Excellentia et Virtutibus, 1647